# Walter Schneider
Walter Schneider (Siegen, 15 gennaio 1927 – Siegen, 27 marzo 2010) è stato un pilota motociclistico tedesco vincitore di 2 titoli nel motomondiale nei sidecar.

## Carriera
Dopo aver iniziato a gareggiare nei sidecar quale passeggero, è passato al posto di guida e nel 1953 è arrivato al quarto posto nel campionato nazionale, primo tra i piloti privati.
Dal motomondiale 1954, in coppia ora con Hans Strauss e in sella a motocicliette BMW, ha partecipato alle gare iridate, ottenendo due titoli mondiali di categoria nel motomondiale 1958 e nel motomondiale 1959.
Al termine della stagione del secondo titolo, in seguito anche all'incidente occorso durante il campionato tedesco in cui il coequipier ha subito varie fratture, ha deciso di passare alle competizioni automobilistiche. Ha gareggiato soprattutto con vetture a ruore coperte sino al 1964, anno in cui ha avuto un grave incidente che l'ha portato alla decisione di ritirarsi per dedicarsi all'attività commerciale che aveva intrapreso già nel 1958 e che l'ha portato ad essere concessionario di autovetture del gruppo Volkswagen.
È deceduto nella sua città natale il 27 marzo 2010.
Nei sei anni di partecipazione al motomondiale ha ottenuto 7 vittorie e 16 piazzamenti sul podio nei singoli gran premi. Viene anche ricordato per essere stato il primo pilota non britannico a imporsi nei sidecar al Tourist Trophy dove ha vinto l'edizione del 1956 ottenendo la sua prima vittoria iridata.

## Risultati nel motomondiale
| 1954 | Classe  | Moto |    |   |   |   |    |   |   |   |    | Punti   | Pos. |
| ---- | ------- | ---- | -- | - | - | - | -- | - | - | - | -- | ------- | ---- |
| 1954 | sidecar | BMW  | NE | 4 | 5 | 5 | NE | 2 | 4 | - | NE | 14 (16) | 4º   |

| 1955 | Classe  | Moto |  |    |   |   |   |   |    |   |  | Punti | Pos. |
| ---- | ------- | ---- |  | -- | - | - | - | - | -- | - |  | ----- | ---- |
| 1955 | sidecar | BMW  |  | NE | 1 | 3 | 3 | - | NE | 2 |  | 22    | 3º   |

| 1956 | Classe  | Moto |     |   |   |  |   |   |  |  |  | Punti | Pos. |
| ---- | ------- | ---- | --- | - | - |  | - | - |  |  |  | ----- | ---- |
| 1956 | sidecar | BMW  | Rit | - | 8 |  | - | 6 |  |  |  | 4     | 10º  |

| 1957 | Classe  | Moto |   |   |   |   |    |   |  |  |  | Punti | Pos. |
| ---- | ------- | ---- | - | - | - | - | -- | - |  |  |  | ----- | ---- |
| 1957 | sidecar | BMW  | 2 | 2 | - | 1 | NE | - |  |  |  | 20    | 2º   |

| 1958 | Classe  | Moto |   |   |   |   |    |    |    |  |  | Punti   | Pos. |
| ---- | ------- | ---- | - | - | - | - | -- | -- | -- |  |  | ------- | ---- |
| 1958 | sidecar | BMW  | 1 | 2 | 1 | 1 | NE | NE | NE |  |  | 24 (30) | 1º   |

| 1959 | Classe  | Moto |   |   |   |   |   |    |    |    |  | Punti | Pos. |
| ---- | ------- | ---- | - | - | - | - | - | -- | -- | -- |  | ----- | ---- |
| 1959 | sidecar | BMW  | 2 | 1 | 2 | - | 1 | NE | NE | NE |  | 28    | 1º   |

| Legenda | 1º posto        | 2º posto            | 3º posto            | A punti      | Senza punti        | Grassetto – Pole position Corsivo – Giro più veloce |
| Legenda | Gara non valida | Non qual./Non part. | Ritirato/Non class. | Squalificato | '-' Dato non disp. | Grassetto – Pole position Corsivo – Giro più veloce |